# 実籾本郷公園

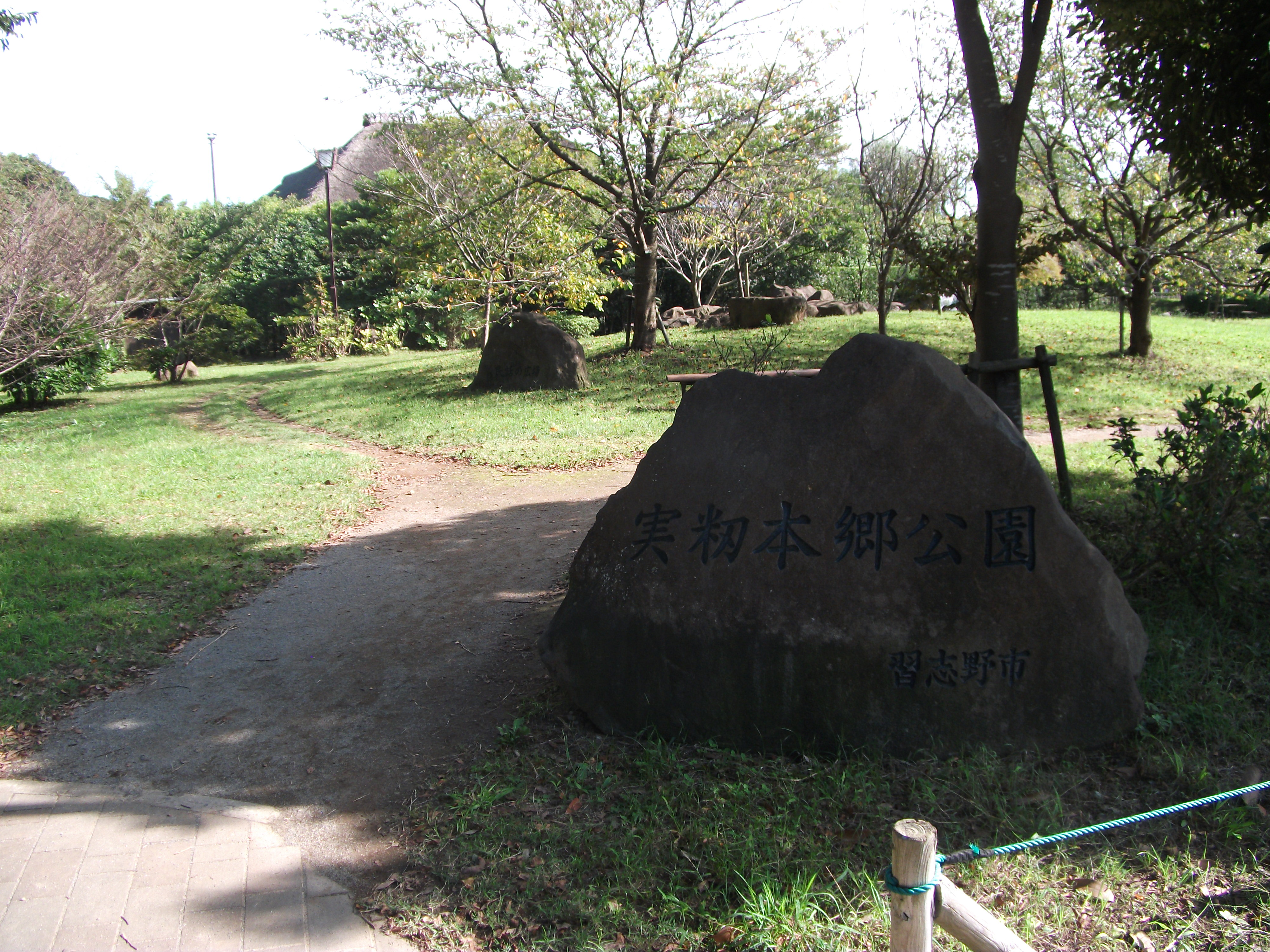
実籾本郷公園

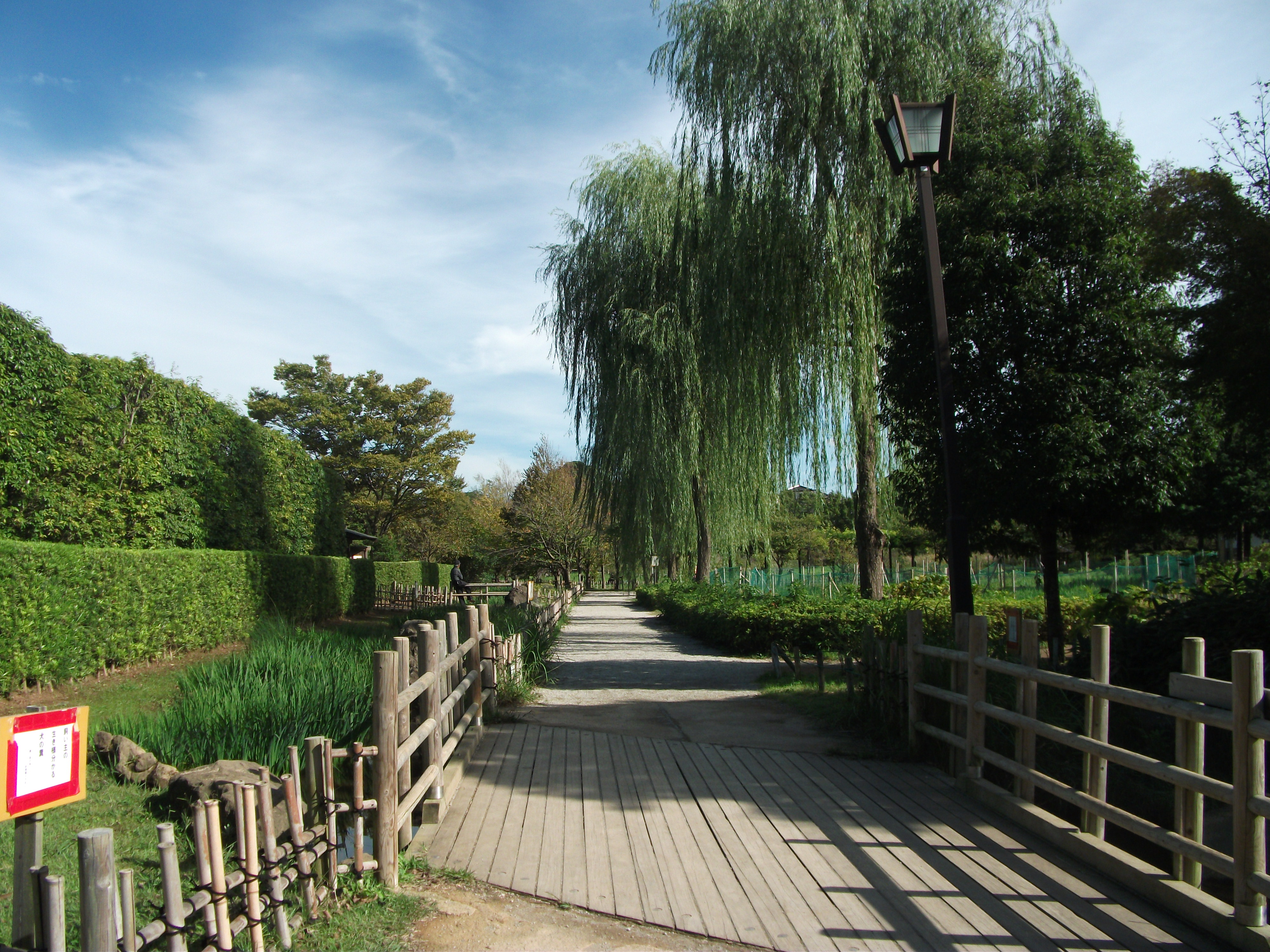
しょうぶ池付近

実籾本郷公園（みもみほんごうこうえん）は、千葉県習志野市実籾二丁目にある都市公園である。かつてこの付近が実籾本郷村であったことからこの公園名がついた。園内には水鳥が訪れる池やショウブ田が整備され、サクラやアジサイなど季節の花を楽しむことができる。習志野に伝わる民話「駒止谷に沈んだ恋」を知ることができる民話の広場もあるが、後述の旧鴇田家住宅復旧工事中は使用を休止していたが、2016年4月3日から一般公開が再開された。

## 旧鴇田家住宅

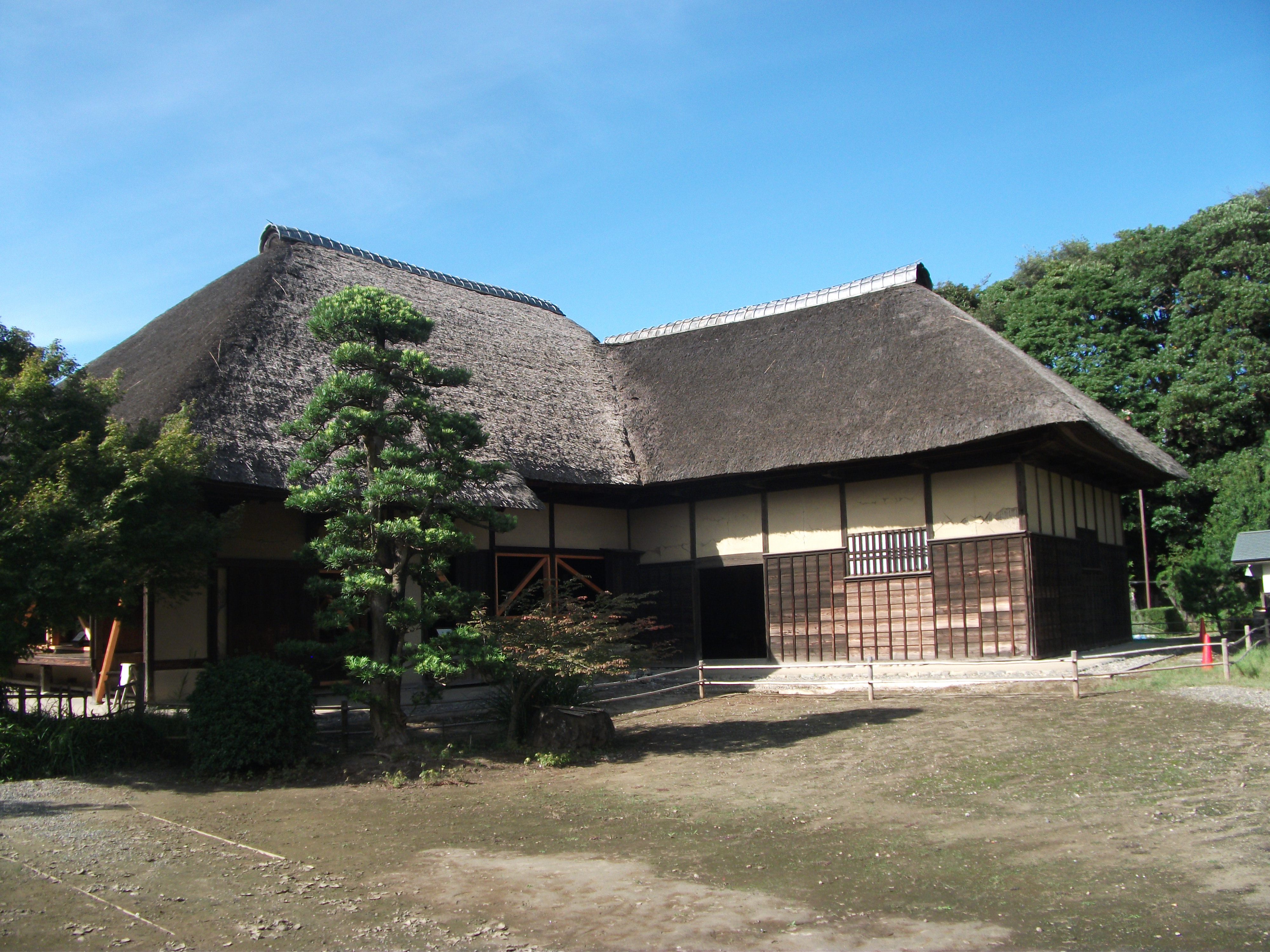
旧鴇田家住宅

旧鴇田家住宅（きゅう ときたけじゅうたく）は1727年（享保12年）に、本園近くの東金御成街道沿いに建てられた茅葺の曲り家作りの古民家で、1991年（平成3年）まで住宅として使われていた。1998年より本園内への移築工事が行われ、2005年3月29日には千葉県指定有形文化財に指定された。庭には水琴窟が設えられている。2011年3月11日の東日本大震災では液状化や土壁の破損などの被害があり、公開を休止し2016年3月の完成を目標に修理がおこなわれた。修理は完了し、2016年4月3日から一般公開が再開された。

## 交通
- 京成本線実籾駅より徒歩12分